# Davy De Beule
Davy De Beule (* 7. November 1981 in Hamme) ist ein ehemaliger belgischer Fußballspieler. Seine bevorzugte Position war das rechte Mittelfeld.

## Vereinskarriere
De Beule begann seine Laufbahn bei seinem Heimatverein VW Hamme. Ab 1992 spielte er für den SC Lokeren, wo er von 1999 an zum Profikader gehörte. In der Saison 2002/03 wurde er zum besten Nachwuchsspieler der belgischen Liga gewählt. Im Januar 2005 wechselte er zu KAA Gent, mit dem er 2008 das belgische Pokalfinale erreichte. Nach vier Jahren verließ De Beule Gent und wechselte zum KV Kortrijk. Nach seinem Vertragsende ging er in die Niederlande, wo er bei Roda JC Kerkrade einen Dreijahresvertrag unterschrieb. Nach Ablauf des Vertrages wechselte er zurück nach Belgien, und unterschrieb einen Vertrag beim Drittligisten FCO Beerschot Wilrijk. Dort beendete der Mittelfeldspieler dann 2017 seine aktive Karriere.